# Christisonia tricolor
Christisonia tricolor är en snyltrotsväxtart som beskrevs av Gardn.. Christisonia tricolor ingår i släktet Christisonia och familjen snyltrotsväxter. Inga underarter finns listade i Catalogue of Life.